# 茨城県立結城特別支援学校
茨城県立結城特別支援学校（いばらきけんりつ ゆうきとくべつしえんがっこう）は、茨城県結城市にある公立特別支援学校。知的障害者を教育の対象とする。

## 概要
結城市に1979年に開校され、小学部、中学部、高等部を設置する。2015年度より就職のためのスキルに関する教育を行うビジネス・ライフ科が設置された。

## 設置学部
- 小学部
- 中学部
- 高等部
  - 普通科
  - ビジネス・ライフ科 - 業種ごとの5専門教科に分かれ、就職に対応した教育が行われる。

## 沿革
- 1979年4月1日 - 茨城県立結城養護学校開校。
- 2012年4月1日 - 校名を「茨城県立結城特別支援学校」と改めた。
- 2015年4月1日 - 高等部にビジネス・ライフ科設置。